# Abraham Bohlin
Abraham Bohlin, född 12 juni 1810 på Marstrand, död 28 maj 1890, var en svensk bokförläggare.
Bohlin föddes i Marstrand som son till apotekaren Carl Henrik Bohlin och hans hustru Sara Christina Brask. Han blev redan 1827 föreståndare för bokhandlaren E. Bruzelli filial i Karlstad, varifrån han efter några år förflyttades till huvudkontoret i Uppsala. I början av 1830-talet kom han till Stockholm och öppnade 1833 en egen bokhandel och lånebibliotek i Norrköping. Han utgav även en tidning, benämnd Aftonbladet i Norrköping 1833-1836. 1837-1845 arbetade han i Uppsala och Stockholm som litteratör och förlagsbiträde, det senare främst hos magister Nils Wilhelm Lundequists affär i Uppsala. Under sin tid här utgav han Handbok för resande i Sverige (1838) och Mälaren med dess stränder och öar (1843). 1845 kallades han till disponent för firman Nils Magnus Lindhs betydande tryckeri och förlagsaffär i Örebro. Han bragte affären till ett blomstrande skick, och övertogs 1855 firman tillsammans med en av Lindhs arvingar, för att 1867 helt övergå i Bohlins ägo.
Förlaget ökades under hans ledning med en rad stora författare som Per Daniel Amadeus Atterbom, Johan Ludvig Runeberg, Bernhard Elis Malmström, Erik Fahlcrantz och Carl Wilhelm Böttiger. 1874 sålde Bohlin förlaget till F. & G. Beijers förlag, och flyttade efter en tid till Stockholm, där han avled.
Bohlin var även utgivare av Örebro Tidning, och tillika kommunalman och Örebro stadsfullmäktiges vice ordförande. Förlagets N. M. Lindhs brevväxling donerades efter gallring till Kungliga Biblioteket.